# 5945 Roachapproach
Az 5945 Roachapproach (ideiglenes jelöléssel 1984 SQ3) a Naprendszer kisbolygóövében található aszteroida. Brian Skiff fedezte fel 1984. szeptember 28-án.